# San Martín Azcatepec
San Martín Azcatepec – miasto w Meksyku, w stanie Meksyk.